# Libnotes nesopicta
Libnotes nesopicta är en tvåvingeart som först beskrevs av Alexander 1940.  Libnotes nesopicta ingår i släktet Libnotes och familjen småharkrankar. Inga underarter finns listade i Catalogue of Life.